# The house that Jack built (Alan Price)
The house that Jack built is de zesde single van de Alan Price Set. Het is afkomstig van hun album The price is right, waarop vijf liedjes van de toen nog redelijk onbekende Randy Newman staan. Het lied The house is van Price zelf. Het huis dat Jack bouwde, is in allerlei kleuren geschilderd en raakt de hemel. Volgens Price een nonsenstekst, hij wilde alleen maar laten weten tot wat voor eigenaardigheden mensen toe in staat zijn bij het bouwen/inrichten van een huis. Het was toen hippietijd.
Het lied heeft niets te maken met het Britse kinder/volksliedje This is the house that Jack built.

## Hitnotering
Het was Alan Prices vierde single die in de Britse hitlijsten kwam te staan. Het haalde in 10 weken notering uiteindelijke de 4e plaats. In Duitsland haalde het de 38e plaats.

### Nederlandse Top 40
| Positie: | 37 | 32 | 27 | 26 | uit |

### Voorloper van NederlandseDaverende 30
| Positie: | 18 | 18 | uit |

### NPO Radio 2 Top 2000
The house that Jack built stond alleen in 1999 in de NPO Radio 2 Top 2000, op plek 1963.